# Podpeč nad Marofom
Podpeč nad Marofom – wieś w Słowenii, w gminie Šentjur. W 2018 roku liczyła 21 mieszkańców.